# Augusta (stolica tytularna)
Augusta (łac. Diœcesis Augustanus) – stolica historycznej diecezji w Cesarstwie Rzymskim (prowincja Cylicja), współcześnie w Turcji. Pierwszym wzmiankowanym biskupem był Piso (ok. 363). Od XIX wieku katolickie biskupstwo tytularne, nieobsadzone od 1979.

## Biskupi tytularni
| Lp. | Biskup                         | Od              | Do                |
| --- | ------------------------------ | --------------- | ----------------- |
| 1   | Ernesto Angiulli               | 21 maja 1894    | 11 maja 1918      |
| 2   | Joaquim d’Assunçâo Pitinho OFM | 16 grudnia 1920 | 15 listopada 1935 |
| 3   | Antonio Rocca                  | 27 czerwca 1936 | 12 maja 1979      |